# Ham-sous-Varsberg
Ham-sous-Varsberg település Franciaországban, Moselle megyében. Lakosainak száma 2889 fő (2022. január 1.). Ham-sous-Varsberg Boucheporn, Creutzwald, Guerting, Porcelette, Varsberg és Diesen községekkel határos.

## Népesség
A település népességének változása:
| Lakosok száma | 2303 | 2762 | 2801 | 2732 | 2808 | 2816 | 2825 | 2848 | 2862 | 2889 |
|               | 1968 | 1982 | 1990 | 2006 | 2013 | 2015 | 2017 | 2019 | 2020 | 2022 |